# Революционная коммунистическая партия Аргентины

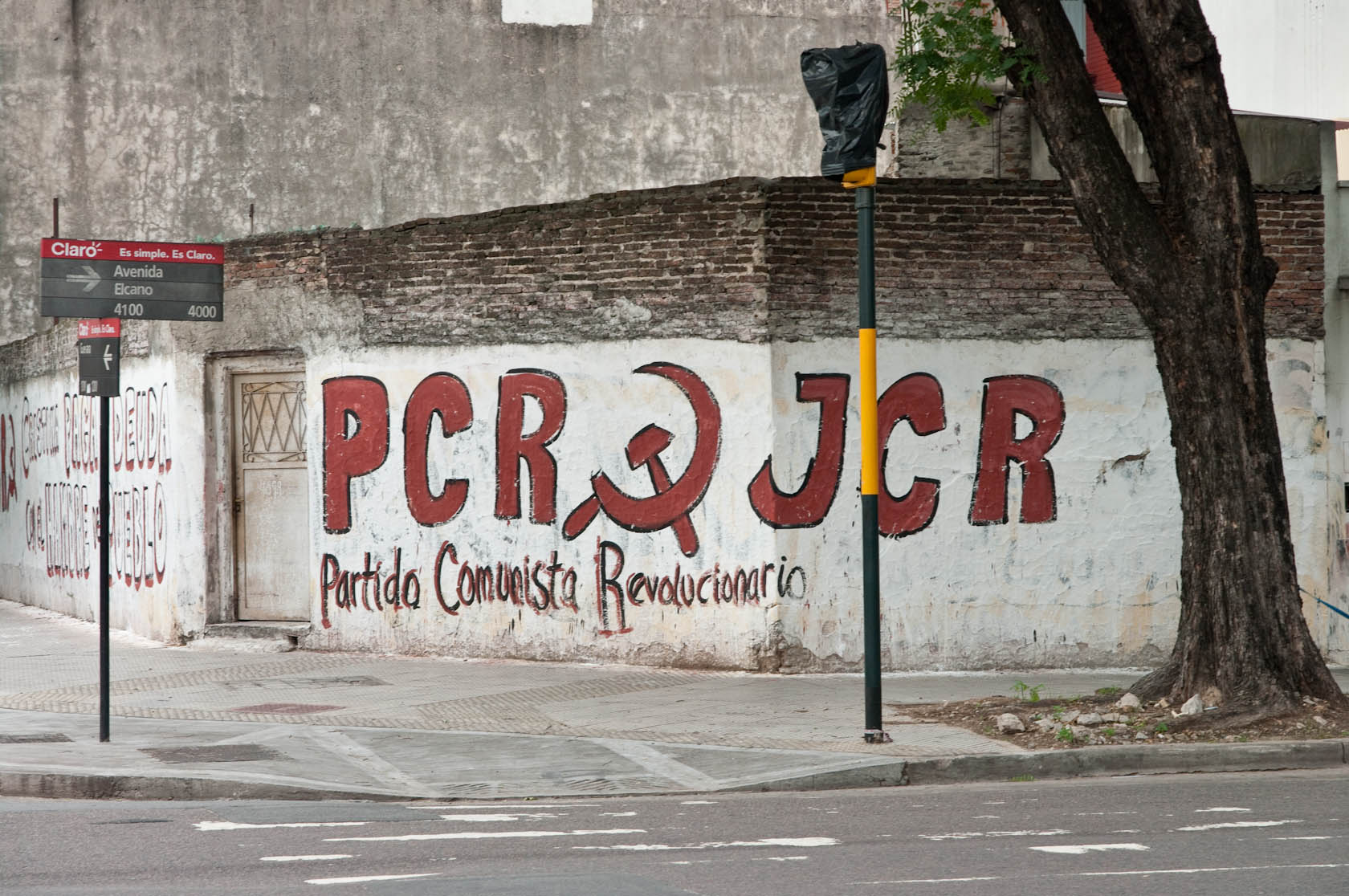
Граффити РКП

Революционная коммунистическая партия Аргентины (исп. Partido Comunista Revolucionario de la Argentina) — аргентинская политическая партия, образованная 6 января 1968 г. в результате раскола в Коммунистической партии Аргентины и выхода из неё маоистов. Её руководителем был Отто Варгас, а одним из членов ЦК — Рене Саламанка.